# Microdon puerilis
Microdon puerilis är en tvåvingeart som först beskrevs av Doesburg 1966.  Microdon puerilis ingår i släktet myrblomflugor, och familjen blomflugor.
Artens utbredningsområde är Surinam. Inga underarter finns listade i Catalogue of Life.